# Thalassema ovatum
Thalassema ovatum is een lepelworm uit de familie Thalassematidae.
De wetenschappelijke naam van de soort werd in 1902 gepubliceerd door Carel Philip Sluiter.